# Cordigliera Nordamericana
La Cordigliera Nordamericana è la porzione nordamericana della Cordigliera Americana, cioè della estesa catena montuosa (in lingua spagnola cordillera) che si sviluppa lungo il fianco occidentale delle Americhe.
Include una vasta area di catene montuose, bacini intermontani e altopiani presenti nella parte occidentale dell'America del Nord, inclusa gran parte del territorio a ovest delle Grandi Pianure. Viene chiamata anche con vari altri nomi tra cui Cordigliera Occidentale e Cordigliera Pacifica. I confini precisi della cordigliera e delle sue subregioni, come pure delle varie caratteristiche fisiografiche, possono differire nei vari paesi o giurisdizioni, e dipendono anche dal campo scientifico di indagine. La cordigliera è un oggetto di particolare interesse per la geografia fisica.

## Descrizione

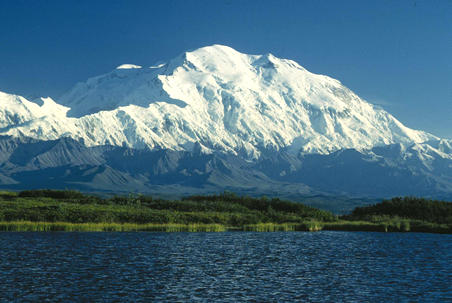
Il Monte McKinley con i suoi 6190 m di altezza è la cima più elevata non solo della Catena dell'Alaska, ma anche della Cordigliera Nordamericana e dell'America settentrionale.

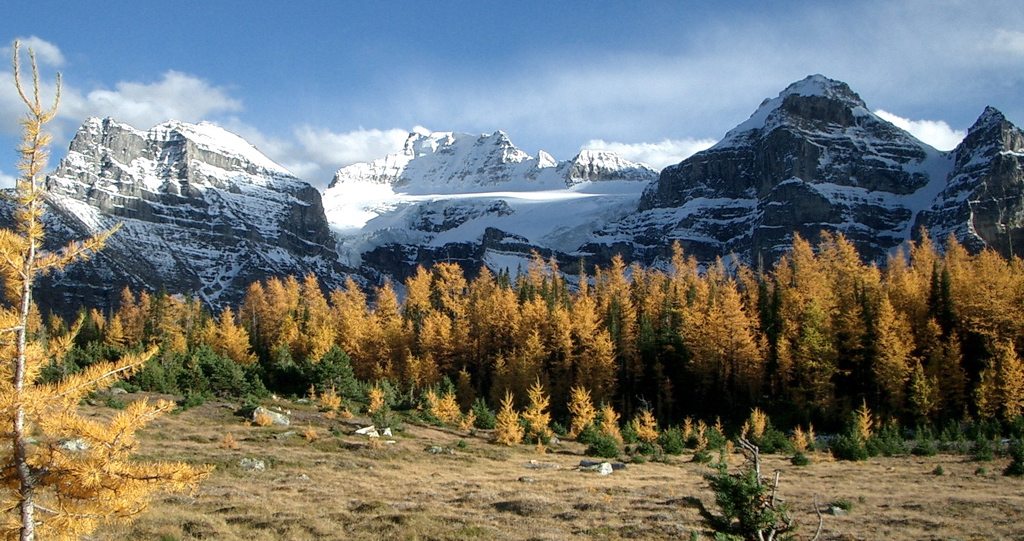
Montagne Rocciose

La Cordigliera Nordamericana si estende dall'Alaska fino al confine settentrionale del Messico e include alcune tra le vette più alte del continente. Le catene montuose che ne fanno parte sono in genere orientate in senso nord-sud e si possono suddividere in tre fasce principali: a ovest la Catena Costiera Pacifica, al centro i gruppi montuosi del Nevada (inclusa la Sierra Nevada), a est la cintura laramide, che comprende le Montagne Rocciose.
Queste tre cinture orogenetiche si sono formate in seguito all'interazione tra le placche tettoniche che hanno deformato la litosfera terrestre. Verso la fine Cretacico, circa 80 milioni di anni fa, l'orogenesi laramide ha modificato la topografia della parte centrale delle Montagne Rocciose e dell'adiacente regione che va dal settore centrale del Montana alla parte centrale del Nuovo Messico. In precedenza, la regione delle Montagne Rocciose era occupata da un vasto bacino. Altre modifiche topografiche sono avvenute durante l'Eocene (55–50 milioni di anni fa) e l'Oligocene (34–23 milioni di anni fa), dopodiché la regione è rimasta relativamente stabile.

### Gruppi montuosi principali
I principali gruppi montuosi che compongono la Cordigliera Nordamericana, ordinati da nord a sud, sono:
- Monti Brooks: nell'Alaska settentrionale e Yukon
- Catena dell'Alaska: Alaska meridionale e Yukon
- Montagne Rocciose: Canada e USA
- Catena Costiera Pacifica: dalla Penisola di Kenai in Alaska alla Sierra la Laguna Bassa California (la delimitazione varia a seconda degli autori)
- Catena delle Cascate: Canada e USA
- Sierra Nevada: in California
- In Messico la Cordigliera continua attraverso la Sierra Madre Occidentale e la Sierra Madre Orientale, e comprende anche le catene montuose della Penisola di Bassa California.